# Alejandro Ramírez (cyclisme)
Pour les articles homonymes, voir Alejandro Ramírez et Ramírez.
Ramírez  Calderón est un nom espagnol. Le premier nom de famille, en général paternel, est Ramírez ; le second, en général maternel, souvent omis, est Calderón.
Alejandro Ramírez Calderón, né à Medellín (département d'Antioquia) le 15 août 1981, est un coureur cycliste colombien des années 2000 et 2010.

## Repères biographiques

### Année 2012
Après une saison 2011, médiocre en termes de résultats, il réussit une année remarquable. Seulement vainqueur du contre-la-montre par équipes du Tour de Colombie 2011, durant les douze mois précédents, en 2012, il remporte deux courses par étapes du calendrier national et surtout termine deuxième de son Tour national.
À l'intersaison, son équipe perd ses deux leaders Óscar Sevilla et Sergio Henao, Gabriel Jaime Vélez, le directeur sportif explique que c'est la course qui détermine le rôle de chacun. Ainsi au Tour de Colombie, au départ de la sixième étape, les cinq meilleurs coureurs de la formation antioqueña se retrouvent en dix secondes à près d'une minute du leader. Accompagné de son coéquipier Óscar Álvarez, Alejandro Ramírez profite du terrain propice de cette étape pour s'échapper. Le manque de vigilance des favoris lui permet de s'emparer de la tête du classement général. Il perd sa place quatre jours plus tard, au profit de l'ancien détenteur du fauteuil de leader Félix Cárdenas, dans l'ascension qui mène à Manizales, terme de l'étape. Se retrouvant deuxième de l'épreuve, il réussit à préserver son rang, lors du contre-la-montre en côte du dernier jour, où Flober Peña échoue pour quelques centièmes à le déloger.
Plus tôt dans la saison, en avril, il avait remporté la Vuelta a Cundinamarca. Dans la bonne échappée, lors de la première étape, il s'empare de la tête du classement, le lendemain, à la suite d'une cassure dans le peloton. Place que John Martínez lui subtilise, dès le jour suivant. Cependant ne concédant qu'un retard de cinquante-six secondes, Alejandro Ramírez rétablit la situation, lors de l'étape suivante, un contre-la-montre en côte. Le dernier jour, l'étape est réduite à la montée terminale, longue de 16 km, Ramírez y grappille encore quelques secondes sur son dauphin. Il assortit sa victoire du classement de la régularité.

### Année 2013
Alejandro Ramírez reste dans la même formation, malgré la perte du statut d'équipe continentale et d'une baisse drastique du budget. À l'image de ses coéquipiers, son début de saison est mitigé avec deux places dans les quinze premiers aux arrivées de la Clásica de Fusagasugá et de la Clásica de El Carmen de Viboral.
À la fin mai, il reste le dernier contradicteur d'Óscar Sevilla lors de la Vuelta a Antioquia. Lors de la deuxième étape, son équipe multiplie les attaques et Ramírez s'isole avec Sevilla, qui lui laisse la victoire. Le contre-la-montre du lendemain, même s'il l'éloigne de Sevilla, conforte sa seconde place. Rang qu'il conserve jusqu'au bout.

### Année 2018
En 2019, après plusieurs cas de dopage détectés en Colombie au cours de cette année, la Fédération colombienne de cyclisme publie une liste des cyclistes sanctionnés par cette organisation depuis 2010. Parmi ces noms figure Alejandro Ramírez, suspendu pour une durée de quatre ans à partir du 7 septembre 2018, pour un passeport biologique anormal.

## Palmarès
- 2002
  - Tour de Colombie espoirs :
    - Classement général
    - 6e étape (contre-la-montre)
- 2003
  - 2e du Tour de Colombie espoirs
- 2005
  - 6e étape du Clásico RCN
- 2006
  - Doble Sucre Potosí
    - Classement général
    - 1re étape
- 2008
  - 3e du Tour de Colombie (après déclassement d'Hernán Buenahora)
- 2010
  - 1re étape du Tour de Colombie (contre-la-montre par équipes)
  - 5e étape du Tour du Guatemala
- 2011
  - 2ea étape du Tour de Colombie (contre-la-montre par équipes)
- 2012
  - Classement général de la Vuelta a Cundinamarca
  - Clásica de El Carmen de Viboral :
    - Classement général
    - 2e étape (contre-la-montre)

  - 2e du Tour de Colombie
- 2013
  - 1re étape de la Clásica de Girardot
  - 3e de la Clásica de Girardot
- 2015
  - Vuelta al Tolima :
    - Classement général
    - 4e étape

  - Clásica de Marinilla :
    - Classement général
    - 2e étape

## Classements mondiaux
| Année            | 2006 | 2007 | 2008 | 2009 | 2010 | 2011 | 2012 | 2013 | 2014 | 2015 | 2016 |
| ---------------- | ---- | ---- | ---- | ---- | ---- | ---- | ---- | ---- | ---- | ---- | ---- |
| UCI America Tour | 40e  | 159e | 204e |      |      | 274e | 62e  | 277e |      | 231e | 259e |